# شانتال جاريجس
شانتال جاريجس (بالفرنسية: Chantal Garrigues)‏ هي ممثلة فرنسية، ولدت في 14 نوفمبر 1944 بمونبلييه في فرنسا، وتوفيت في 29 يونيو 2018.

## وصلات خارجية
- شانتال جاريجس على موقع IMDb (الإنجليزية)
- شانتال جاريجس على موقع ألو سيني (الفرنسية)
- شانتال جاريجس على موقع أول موفي (الإنجليزية)
- شانتال جاريجس على موقع كينوبويسك (الروسية)